# Thomas Scott Baldwin

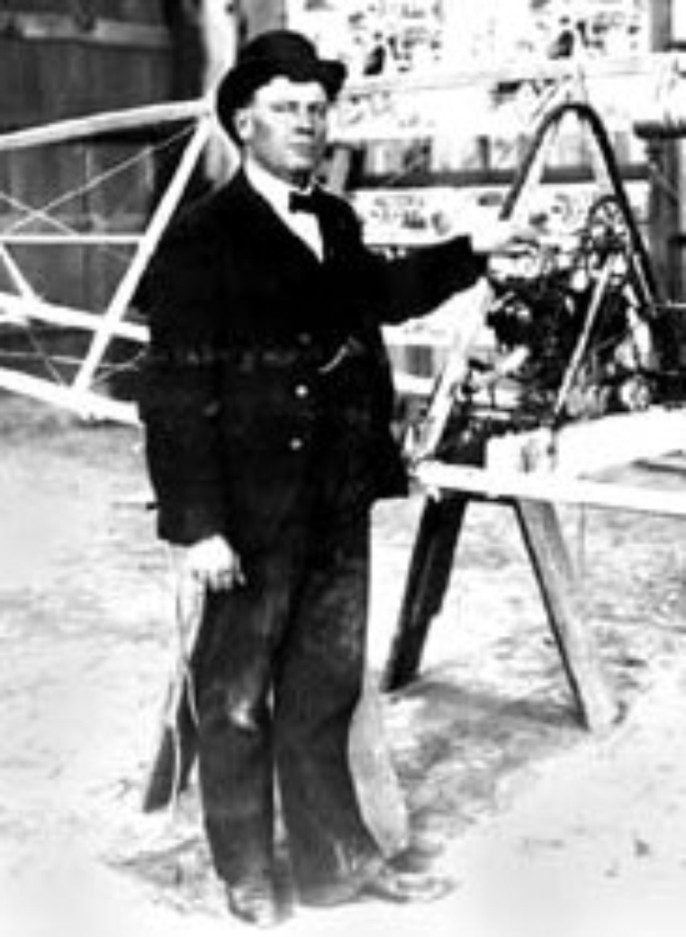
Thomas Scott Baldwin.

Thomas Scott Baldwin, ou simplesmente Tom Baldwin (✰ Marion, 30 de junho de 1854;  ✝ Buffalo, 17 de maio de 1923) foi um  balonista pioneiro e major do Exército dos Estados Unidos durante a Primeira Guerra Mundial, e também um pioneiro da aviação.

## Histórico

### Família e início da carreira
Tom Baldwin nasceu em 30 de junho de 1854, filho de Jane e Samuel Yates Baldwin. Ele trabalhou como operador de freios na ferrovia de Illinois, e depois se juntou a um circo trabalhando como acrobata. Em 1875, ele passou a se exibir combinando o trapézio a um balão de ar quente. Em 30 de janeiro de 1885, ele fez um dos primeiros saltos de paraquedas partindo de um balão registrados na história.

### Realizações no balonismo e na aviação

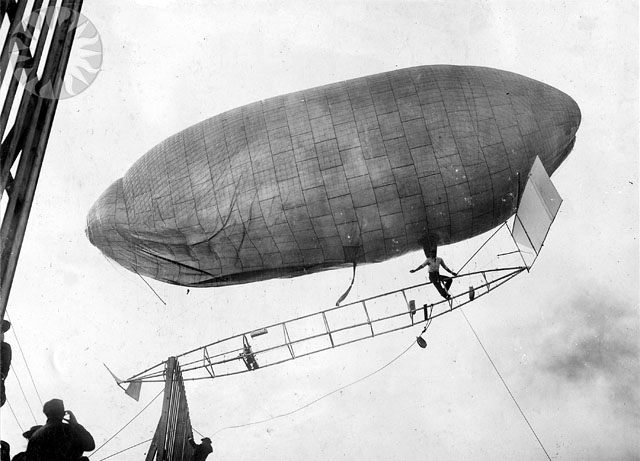
O dirigível California Arrow de Tom Baldwin.

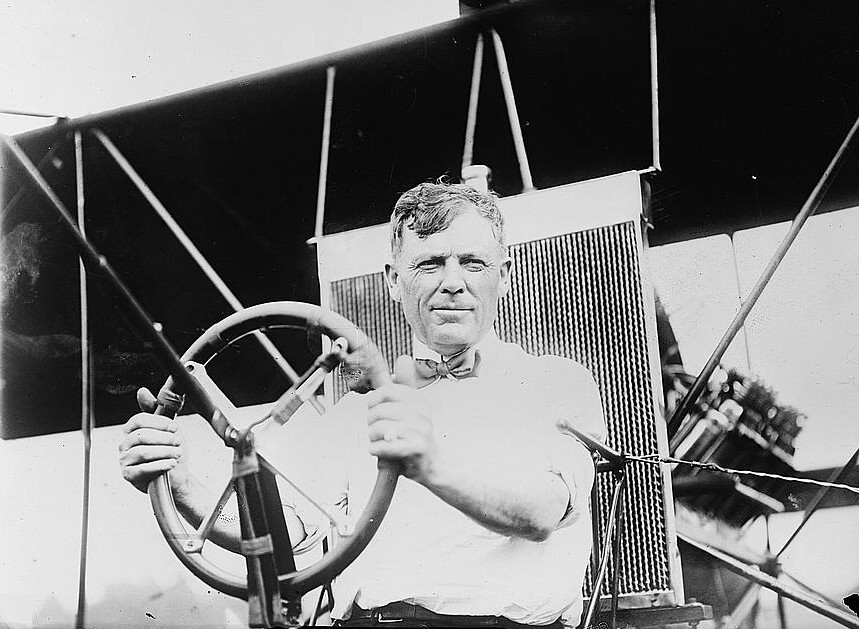
Tom Baldwin nos controles do Red Devil.

Estas foram algumas das realizações de Baldwin:
- Em 1900, ele criou um balão motorizado em formato de charuto usava um motor de motocicleta fabricado por Glenn Hammond Curtiss.
- Em 1904, ele criou uma versão melhorada desse "balão motorizado", o dirigível "California Arrow", e com ele, o piloto Roy Knabenshue efetuou o primeiro voo circular controlado da América na Louisiana Purchase Exposition em St. Louis em 3 de agosto de 1904.[3]
- O Exército pagou a ele $ 10.000 para o desenvolvimento de um dirigível que pudesse ser usado de forma sustentável e controlável, Baldwin criou esse dirigível que foi designado mais tarde como seu primeiro dirigível, o "SC-I" (Signal Corps Dirigible Number 1).
- Em 1910, ele projetou seu próprio avião, o "Red Devil", que foi construído por Glenn Curtiss, e equipado inicialmente com um motor de 4 cilindros e 25 hp que logo foi substituído por um Curtiss V-8 mais potente. O primeiro voo ocorreu em 10 de setembro de 1910, e outros voos se seguiram, em 7, 11,[4] 12 e 13[5][6] de outubro daquele ano. Depois disso, criou uma companhia de exibições aéreas e viajou com ela pela Ásia, retornando aos Estados Unidos na primavera de 1911.
- Entre 1912 e 1913, ele desenvolveu o "Red Devil III", e efetuou voos de exibição com esse modelo. Em 12 de outubro de 1913, Tony Jannus conduziu a atriz Julia Bruns num voo utilizando um "Red Devil" numa competição patrocinada pelo The New York Times.
- Em 1914, ele retornou as atividades de projetos de dirigíveis, e construiu o primeiro dirigível bem sucedido da Marinha, o DN-I. Depois disso, começou a treinar pilotos de avião e ficou responsável pela escola de pilotagem "Curtiss School" em Newport News, Virgínia.
- Quando os Estados Unidos entraram na Primeira Guerra Mundial, Baldwin ofereceu seus serviços ao Exército. Ele recebeu a patente de capitão na Seção de Aviação do Signal Corps e o cargo de chefe de inspeção e produção dos balões do Exército. Durante a Guerra ele foi promovido à major.

## Morte
Tom Baldwin morreu em 17 de maio de 1923 em Buffalo, estado de Nova Iorque, aos 69 anos de idade. Ele foi enterrado no Cemitério Nacional de Arlington com todas as honras militares.

## Licenças de piloto
Essas foram as licenças concedidas pelo Aero Club of America à Tom Baldwin:
- Certificado de piloto de balão Nº 1
- Certificado de piloto de dirigível Nº 9
- Certificado de piloto de avião Nº 7[10]

## Legado
Baldwin foi incluído no National Aviation Hall of Fame em 1964.